# ابن حمدين
أبو جعفر حمدين بن محمد بن علي بن حمدين المعروف بـ ابن حمدين (المتوفي سنة 546 هـ/1151م) قاضي وحاكم قرطبة في الفترة بين سقوط دولة المرابطين إلى سيطرة الموحدين على الأندلس. 

## سيرته
بنتمي ابن حمدين إلى أسرة من أصول عربية، حيث دخل جدّه الأعلى الأندلس مع طالعة بلج بن بشر القشيري سنة 123هـ/741م. تولى ابن حمدين قضاء قرطبة في شعبان 529هـ/يونيو 1135م، ثم أُعفي من القضاء واستبدل بأبي القاسم بن رشد في سنة 532هـ/1138م. وفي سنة 534هـ/1140م، عزل أمير المرابطين علي بن يوسف بن تاشفين القاضي أبي القاسم بن رشد، ولم يعيّن خلفًا له، فغضب أهل قرطبة وثاروا على المرابطين، فخرج ابن حمدين للناس، وسكّن ثورتهم، ثم أذن الأمير لأهل قرطبة سنة 536هـ/1142م بأن يختاروا قاضيهم، فاختاروا ابن حمدين، وبقي في منصبه حتى 5 رمضان 539هـ عندما ثار أهل قرطبة على المرابطين، وبايعوا ابن حمدين في المسجد الجامع، وتسمّى بـ «أمير المسلمين المنصور بالله». ثم ثار يعض أهل قرطبة على ابن حمدين، واستدعوا سيف الدولة بن هود لرئاسة قرطبة، ففر ابن حمدين إلى حصن فرنجولش، لكنه ما كاد يصل حتى طرده قسم آخر من أهل قرطبة، فعاد ابن حمدين مجددًا لقرطبة.
في جمادى الآخرة 540هـ/ديسمبر 1145م، سار يحيى بن غانية قائد المرابطين لقتال ابن حمدين، والتقوا بالقرب من إستجة، وانهزم ابن حمدين، ففرّ إلى بطليوس في البداية لاجئًا لدى صاحبها عبد الله بن الصميل، ثم رحل إلى حصن أندوجر، فحاصره ابن غانية شهرًا، فأرسل ابن حمدين يستنجد بألفونسو السابع ملك قشتالة، فبعث له قوات بقيادة الدوق فرناندو خوانس، ودخل ابن حمدين والقشتاليين شرق قرطبة في 10 ذي الحجة 540هـ/مايو 1145م، وعاثوا في شرق المدينة، والمسجد الجامع، ومزّقوا مصاحفه، وأحرقوا الأسواق. وبينما كان القتال دائرًا في قرطبة، جاءت أخبار عبور الموحدين إلى الأندلس، فانسحب ابن حمدين والقشتاليون، وعاد لحصن فرنجولش، ثم عبر البحر إلى المغرب ليعلن طاعته لعبد المؤمن بن علي زعيم الموحدين، فلقيه في مراكش، ثم عاد ونزل مالقة عند حليفه ابن حسون، وحاول مرة أخرى استعادة سلطانه في قرطبة لكنه فشل، فعاد لمالقة التي مات فيها في رجب 546هـ/نوفمبر 1151م.